# Konwencja Alvenslebena

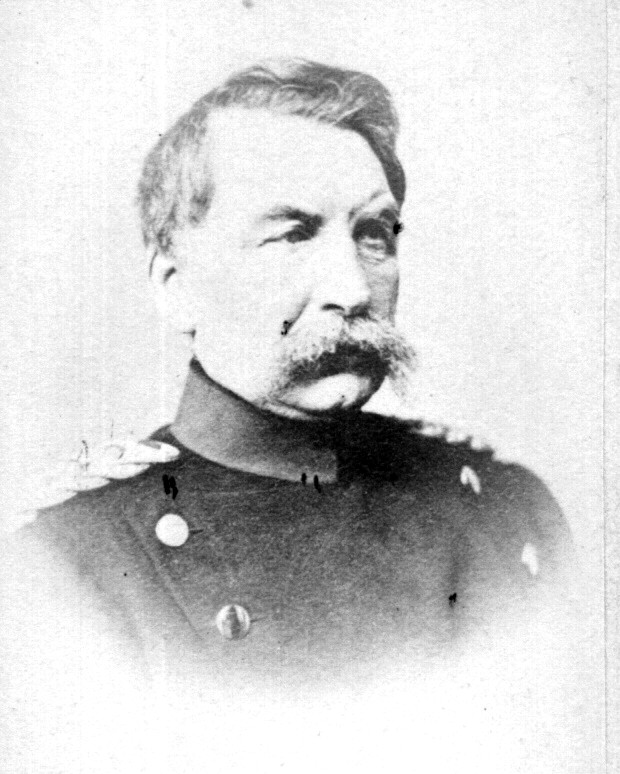
Gustav von Alvensleben

Konwencja Alvenslebena – układ pomiędzy Królestwem Prus i Imperium Rosyjskim, zawarty 8 lutego 1863 w Petersburgu przez pruskiego generała Gustava von Alvenslebena, z inicjatywy Ottona von Bismarcka, dotyczący współpracy przy tłumieniu powstania styczniowego w Królestwie Polskim. Układ zezwalał obu armiom na przekraczanie granicy w celu ścigania polskich oddziałów powstańczych.
Wieści o zawarciu konwencji spowodowały powstanie nieoficjalnej koalicji Francji, Wielkiej Brytanii i Austrii, które wystosowały do Rosji tzw. noty kwietniowe i czerwcowe, przedstawiające pokojowy plan uregulowania sprawy polskiej. Noty zostały odrzucone przez Rosję. Zawarcie konwencji wywołało również głębokie oburzenie liberalnej opozycji w parlamencie pruskim i osłabiło pozycję Ottona von Bismarcka.